# Территория А
Территория А — первый украинский телевизионный хит-парад клипов, который выходил в эфир на телеканале «ICTV» с 17 сентября 1995 по 17 сентября 2000 года и после пятилетнего перерыва на Первом канале с 14 июня 2005 по 2 декабря 2005 года.
Автором, ведущей и соучредителем программы, а также вице-президентом одноимённого творческого агентства была Анжелика Рудницкая, вторым соучредителем — поэт Александр Бригинец. Это был первый в истории украинского телевидения ежедневный хит-парад сначала на 5, потом на 10, далее на 20, а позднее на 40 мест. Еженедельно два участника оставляли программу, их заменяли новыми. Голосование проходило путём направления писем за того или иного исполнителя, музыканта или группу. В течение одного часа в сутки можно было проголосовать по телефонному номеру.
«Территория А» за короткий срок стала самой популярной и культовой музыкальной программой конца 90-х на Украине, породив целую волну украинской поп-музыки. Фан-клубы программы были по всей стране. Концерты, организованные хит-парадом, были желанными гостями во всех регионах и всегда проходили с аншлагами.